# Vithuvad visseland
Vithuvad visseland (Dendrocygna viduata) är en fågel i familjen änder inom ordningen andfåglar med en ovanlig utbredning i både Afrika och Sydamerika. Beståndet anses vara livskraftigt och arten ökar i antal.

## Utseende och läten
Vithuvad visseland är en långhalsad, brun 43-48 cm lång and med diagnostiskt vitt ansikte, liksom andra visseländer typiskt upprätt stående. Jämfört med brun visseland är den mycket mörkare kastanjebrun på bröstet med fint bandade flanker i svartvitt. Resten av undersidan, stjärten, hjässan och nacken är svart, medan ryggen är brun med sandfärgade fjäderspetsar. Näbben är svart med ett blått eller grått band tvärs över, nära spetsen. Bortsett från det vita ansiktet ter den sig helmörk i flykten. Lätet är en karakteristisk trestavig, ljus vissling.

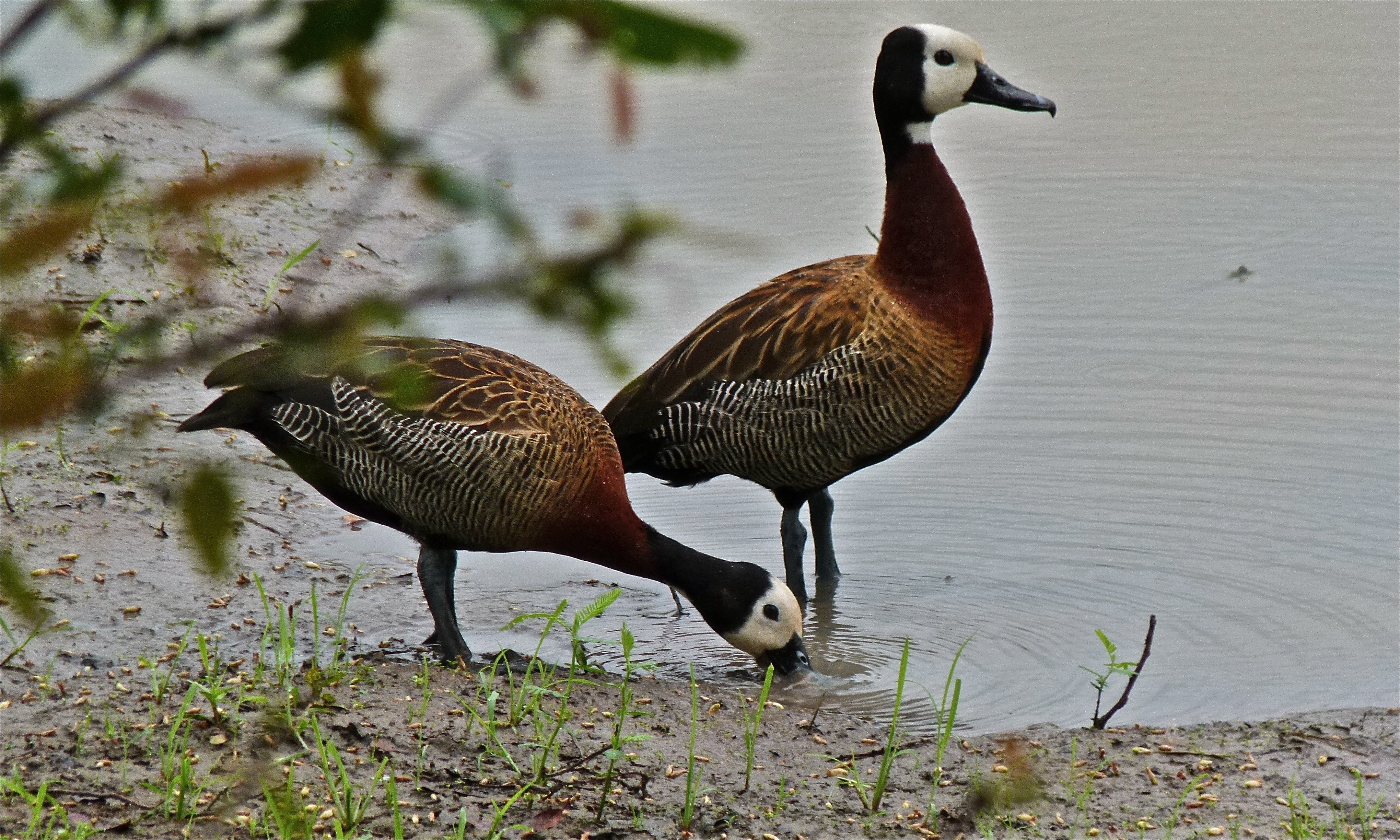

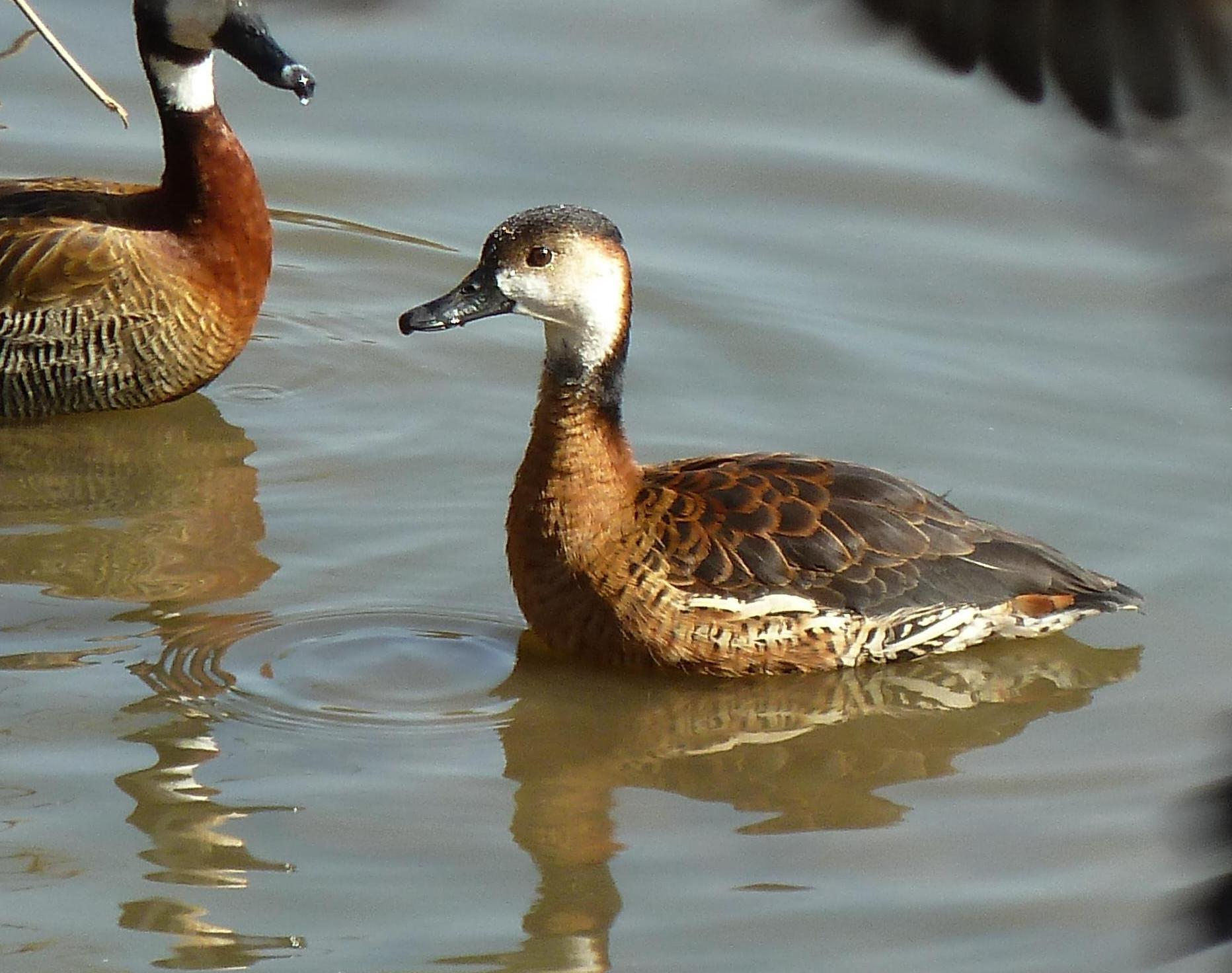
Ungfågel.

## Utbredning och systematik
Fågeln förekommer dels i tropiska Central- och Sydamerika från Costa Rica (där den troligen är utdöd) söderut till norra Argentina och Uruguay, dels i Afrika söder om Sahara från södra Mauretanien och Senegal österut till Eritrea och söderut till Sydafrika. Den hittas även på Madagaskar och i Komorerna. Tillfälligt har den påträffats i Chile, Panama och Seychellerna. Ett fynd i Spanien har bedömts som ej med säkerhet spontant.

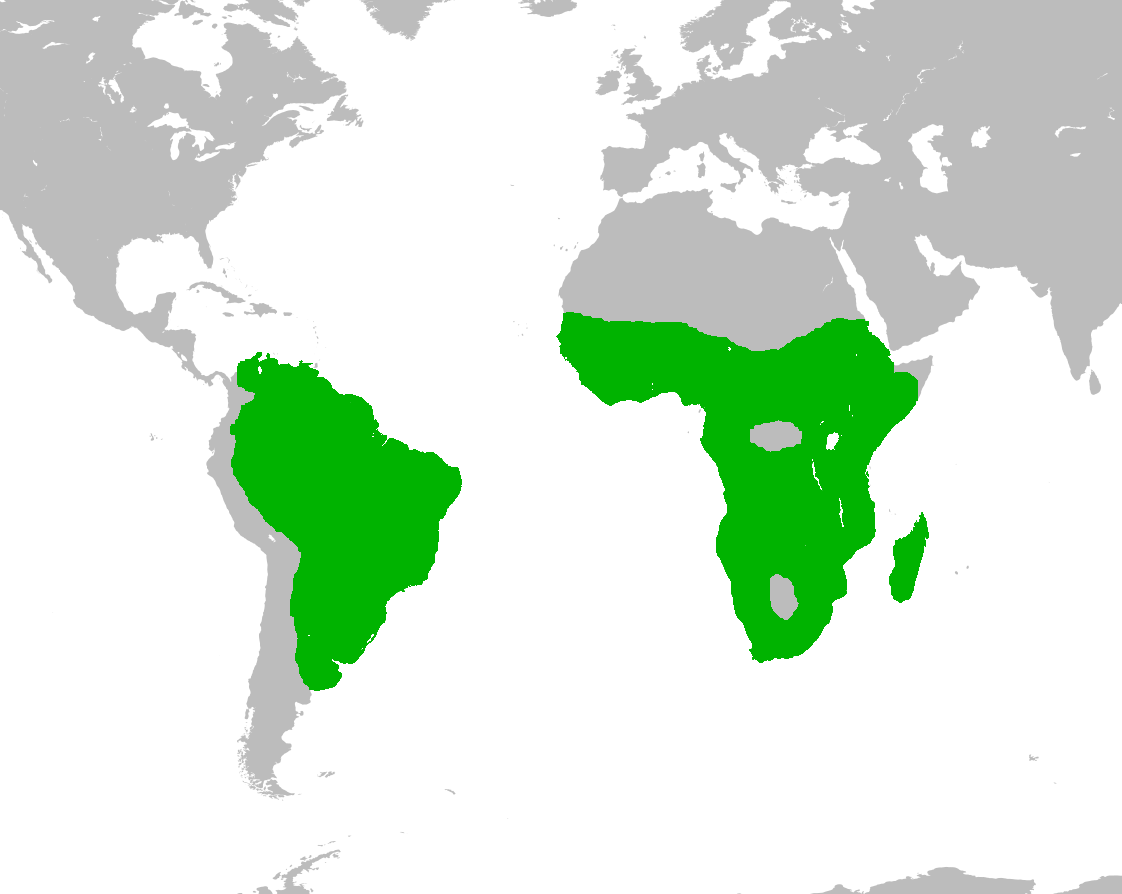
Utbredningsområdet för vithuvad visseland.

## Levnadssätt
Vithuvad visseland förekommer i sötvattenslaguner och sjöar med intilliggande gräsmarker. Den uppträder ofta i mycket stora flockar. Födan består av vegetabiliskt material som frön, säd och gräs, men även i större utsträckning än andra visseländer vattenlevande ryggradslösa djur. Fågeln inleder häckningen i början av regnsäsongen, mellan juli och september i Venezuela och juli till oktober i Etiopien.

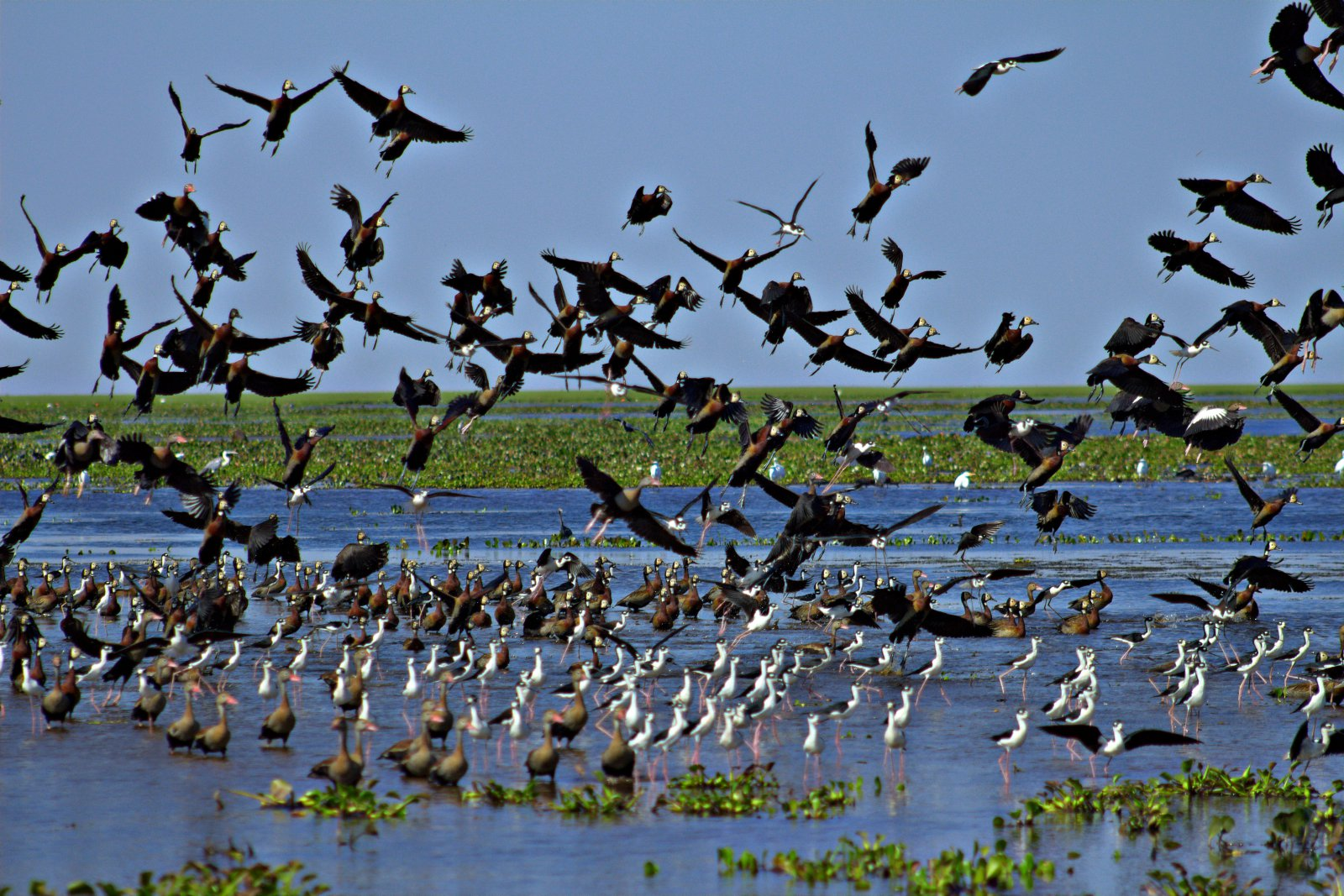
Vithuvad visseland uppträder ofta i stora flockar, här tillsammans med svartbukig visseland och amerikansk styltlöpare.

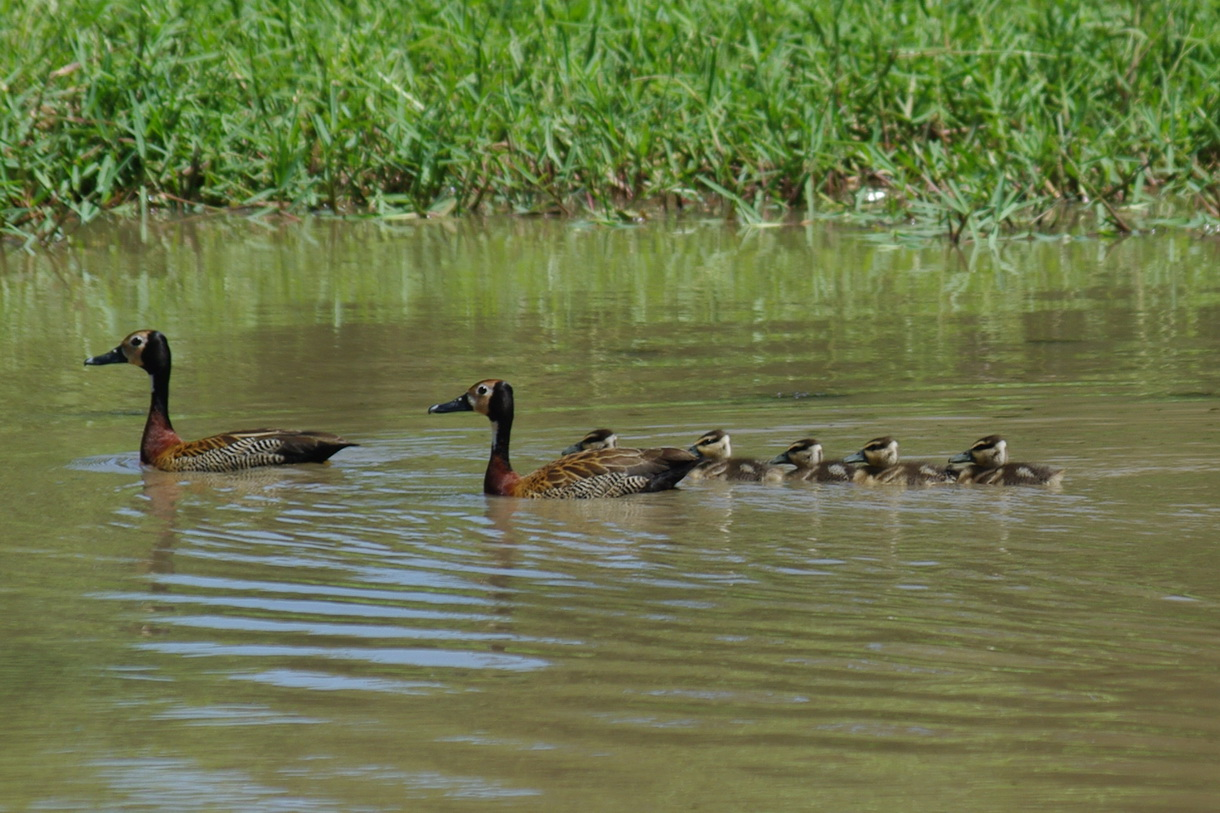
Vithuvad visseland med ungar.

## Status och hot
Arten har ett stort utbredningsområde och en stor population, och tros öka i antal överlag även om vissa delpopulationer minskar. Utifrån dessa kriterier kategoriserar internationella naturvårdsunionen IUCN arten som livskraftig (LC). Världspopulationen uppskattas till mellan 1,4 och 1,7 miljoner vuxna individer.